# Burundská hymna
Hymna Burundi nese název Burundi Bwacu (česky Naše Burundi). Text hymny byl napsán skupinou vedenou katolickým knězem Jeanem-Baptistou Ntahokajou, hudbu složil Marc Barengayabo. Hymna je používána od roku 1962, kdy Burundi dosáhlo nezávislosti na Belgii.

## Český překlad původního textu
Drahé Burundi, ó sladká vlasti,

zaujmi své místo mezi spřízněnými národy.

Ve svém blahu a se vší ctí,

v dosažené nezávislosti.

Raněná a pokryta krví,

ty přec zůstala jsi svým pánem.

Když přišel čas, ty ses pozvedla,

a hrdě se vztyčila v řadách svobodného lidu.

Přijmi poklonu národů,

a přijmi výraz úcty svých potomků.

Nechť celým světem zní tvé jméno.

Ó drahé Burundi,

posvátné dědictví našich předků,

uznána za hodnou tvé vlády. 

Ve své odvaze pojíš smysl pro čest,

opěvuj slávu své nabyté svobody.

Drahé Burundi,

tys předmětem hodným naší nejněžnější lásky.

Za tvé ušlechtilé služby,

my dáme své ruce, svá srdce i své životy.

Nechť vůle Boží, která nám tebe darovala, 

tě uchová v naší úctě,

pod záštitou jednoty, míru, radosti a blahobytu.

## Původní text v jazyce kirundi
Burundi bwacu, Burundi buhire,

Shinga icumu mu mashinga,

Gaba intahe y'ubugabo ku bugingo.

Warapfunywe ntiwapfuye,

Warahabishijwe ntiwahababuka,

Uhagurukana, uhagurukana,

uhagurukana, ubugabo urikukira.

Komerwamashyi n'amakungu,

Habwa impundu nabawe,

Isamirane mu mashinga, isamirane mu mashinga,

Burundi bwacu, ragi ry'abasokuru,

Ramutswa intahe n'ibihugu,

Ufatanije ishyaka n'ubu hizi;

Vuza impundu wiganzuye uwakuganza uwakuganza.

Burundi bwacu, nkoramutima kuri twese,

Tugutuye amaboko, umitima n'ubuzima,

Imana yakuduhaye ikudutungire.

Horana ubumwi n'abagabo n'itekane.

Sagwa n'urweze, sagwa n'amahoro meza.

## Francouzský překlad
Cher Burundi, ô doux pays,

Prends place dans le concert des nations.

En tout bien, tout honneur, accédé à l'indépendance.

Mutilé et meutri, tu es demeuré maître de toi-même.

L'heure venue, t'es levé

Et fièrement tu t'es hissé au rang des peuples libres.

Reçois donc le compliment des nations,

Agrée l'hommage de tes enfants.

Qu'à travers l'univers retentisse ton nom.

Cher Burundi, héritage sacré de nos aïeux,

Reconnu digne de te gouverner

Au courage tu allies le sentiment de l'honneur.

Chante la gloire de ta liberté reconquise.

Cher Burundi, digne objet de notre plus tendre armour,

A ton noble service nous vouons nos bras, nos cœurs et nos vies.

Veuille Dieu, qui nous a fait don de toi, te conserver à notre vénération.

Sous l'egide de l'Unité,

Dans la paix, la joie et la prospérité.